# 瀘州廣播電視台
泸州广播电视台（英語：Luzhou Radio and Television），简称LRT，为中华人民共和国四川省泸州市的一家市级广播电视媒体，也是中共泸州市委直属的事业单位。是台的前身為泸州人民廣播電台及泸州電視台，其中廣播服務開始提供於1986年7月1日，電視服務開始提供於1985年12月25日。二者后于2020年4月合并成立泸州广播电视台。

## 历史沿革
1984年6月，泸州市人民政府决定成立广播电台，该专案随即获得中华人民共和国广播电影电视部、四川省广电厅批准，泸州市府亦在市广电局成立了电台，其后又在市区鱼塘乡插旗山建造了电台发射机房:122，同年10月1日凌晨，泸州人民广播电台开始试播节目，在此期间，电台的发射功率为1千瓦，频率约为954千赫茲:1172。1986年7月1日，泸州电台正式开始播音:122。此时，除地理位置偏僻的叙永、古蔺二县外，泸州市其他县市以及邻近的地级市皆可接收其广播讯号:1172:928。1998年，泸州电台开始主管泸州全市的无线广播业务:926，并于2013年相继开通了对农经济生活广播、交通音乐广播两条广播频率。
1985年3月30日，泸州市府开始筹备创办泸州电视台，并于同年8月23日开始透过插旗山发射台的第22频道试播电视节目:1172-1173，12月25日正式成立:164，成为四川省较早创立的电视台之一。1996年以后，泸州电视新闻中心、泸州有线电视台、江阳区电视台与龙马潭区电视台相继并入泸州电视台:926:2。2020年4月，泸州人民广播电台与泸州电视台合并，组建泸州市广播电视台，2022年11月，泸州广播电视台成为中共泸州市委直属的事业单位。

## 旗下資產

### 電視服務
| 頻道名稱     | 语言   | 广播格式                    | 啟播時間       | 频道前身   | 備註                                                   | 備註 |
| 综合频道     | 普通話 | SD: PAL 576i 16:9 HD：1080i | 1985年12月25日 | 泸州电视台 | 泸州市第一條電視頻道，現時以新聞、時事、專題類節目為主 |      |
| 科教生活频道 | 普通話 | SD: PAL 576i 16:9 HD：1080i |                |            | 現時以生活、教育類節目為主                             |      |

### 廣播服務
| 頻道名稱         | 语言   | 频道频率 | 啟播時間     | 频道前身         | 備註                                                             |
| 综合广播         | 普通話 | FM97.0   | 1986年7月1日 | 泸州人民广播电台 | 以新聞為主，集新聞性、公益性、服務性、監督性為一體的綜合頻率     |
| 对农经济生活广播 | 普通話 | FM103.8  | 2013年5月1日 |                  | 主要为农民服务的频率，提供农业生产相关的资讯                     |
| 交通音乐广播     | 普通話 | FM104.6  | 2013年       |                  | 主要為駕車人士服務的頻率，提供路況播報、生活資訊及音乐、娱乐节目 |

## 節目
泸州广播电视台是中共泸州市委直屬的正處級事業單位，也被定义为中共泸州市委与泸州市人民政府的喉舌。其有資格組織編排製作廣播電視節目，并负责转播中央和省级广播、电视节目，以服務中國共產黨、中华人民共和国各級政府的政治宣傳。因此，该台的广播频率以及电视频道在每天晚上会分别轉播中央人民广播电台的《全國新聞聯播》:50以及中国中央电视台的《新闻联播》新聞節目。
除转播央广、四川省台的广播节目外，泸州广播电视台的广播部门也有部分自制节目。現今，该电台每天播音18个小时，其所播出的節目主要可分為新聞類、文藝類以及服务类等:50，其中新闻综合性节目《今日节目集锦》:1172、服务类节目《阳光政务市民热线》亦为電台的人氣節目。
在電視部門，原名为《瀘州新聞》的《泸州新闻联播》是該台最主要的自辦電視新聞欄目:929-930，其以報導在地新聞見長，并隨電視台而創立，在电视台试播期间即已播出:258，2023年12月起，该节目启用人工智能手语播报，以服务收视者中的听障族群。除此之外，《每日630》、《泸州现在时》等也是较重要的地方電視新聞資訊節目:23。除了新聞節目外，瀘州廣播電視台還製作了《朱德颂歌》、《泸顺起义》:1172、《风过泸州带酒香》、《开拓前进的泸州乡镇企业》、《质量在身边》等专题片:930。以及社会教育节目《每日800》:164，电视剧《酒城轶事》、《普通人家》等:1173。其中《风过泸州带酒香》:930、《普通人家》还曾在中国中央电视台播出:1173。其大部分电视节目以漢語普通話播出，但也有部分节目以四川話播出:24。